# William MacLaren
Pour les articles homonymes, voir MacLaren.

a Compétitions nationales et continentales officielles uniquement.

b Matchs officiels uniquement.
William MacLaren (Chorlton-cum-Hardy, 1844 - ?) est un joueur de rugby anglais. Il est l'un des premiers joueurs internationaux anglais de rugby, ayant participé comme three-quarters (trois-quarts) au tout premier match international de l'histoire opposant l'Angleterre à l'Écosse le 27 mars 1871.

## Biographie
William MacLaren naît en 1844 à Chorlton-cum-Hardy, dans le Grand Manchester.

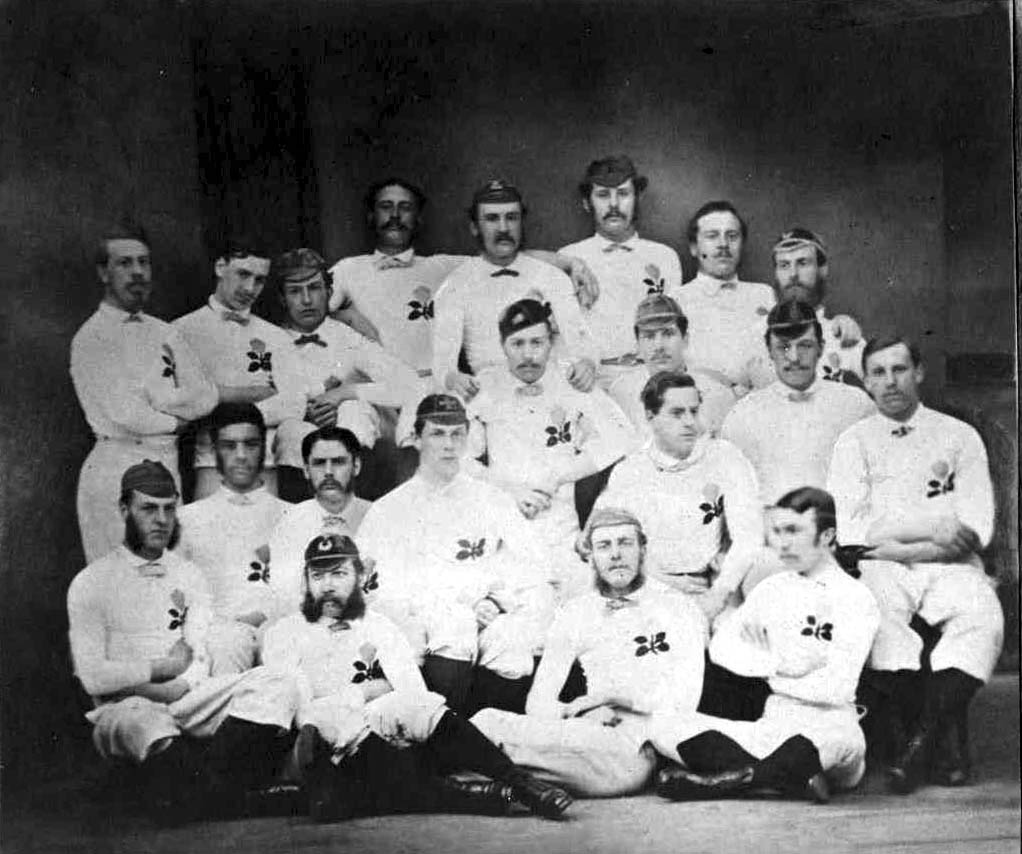
L'équipe d'Angleterre ayant disputé le premier match international de rugby de l'histoire, en 1871.

Il évolue au poste de three-quarter (trois-quarts) au sein du Manchester Football Club.
Accompagné de ses coéquipiers de club Arthur Gibson, Henry John Cecil Turner et Richard Osborne, MacLaren est sélectionné pour représenter l'Angleterre lors du tout premier match international de rugby de l'histoire, contre l'Écosse, ayant lieu le 27 mars 1871 à Édimbourg. L'Écosse l'emporte 1 à 0 en inscrivant 2 essais et 1 transformation contre 1 essai non transformé pour l'Angleterre (seules les transformations rapportaient des points à l'époque),.
Comme douze autre joueurs, c'est le seul match international qu'il joue de sa carrière.
Ses lieu et date de décès sont inconnus.